# Exobasidiomycetes
Die Exobasidiomycetes sind eine Gruppe der Brandpilze (Ustilaginomycotina). Alle Vertreter sind Parasiten an Blütenpflanzen.

## Merkmale
Die Exobasidiomycetes besitzen wie auch ihre Schwestergruppe, die Ustilaginomycetes, vorwiegend Septalporen mit Membrankappen. Es gibt allerdings auch Arten ohne Septalporen. Die Exobasidiomycetes zeichnen sich durch lokale Interaktionszonen mit ihrem Wirt aus, während sie bei den Ustilaginomycetes großflächig sind.

## Ökologie
Die Exobasidiales und Microstromatales wachsen auf verholzten Pflanzen und bilden keine Teliosporen; ihre Basidien entstehen direkt auf dem Blattgewebe des Wirtes. Die Georgefischeriales, Entylomatales und Doassaniales bilden Teliosporen im Inneren des Blattgewebes, die Sporen werden erst beim Verrotten des Blattes frei. Bei den Tilletiales werden die Sporen durch Aufreißen des Wirtsgewebes frei, ihre Biologie gleicht weitgehend den Brandpilzartigen (Ustilaginales).

## Systematik
Die Exobasidiomycetes bilden als wahrscheinlich monophyletische Gruppe eine der beiden Klassen der Brandpilze. Die Exobasidiomycetes selbst werden in mehrere Ordnungen unterteilt:
- Doassansiales
- Entylomatales
- Nacktbasidienartige – Exobasidiales
- Georgefischeriales
- Microstromatales
- Tilletiales